# سيغرافيس
سيغرافيس (بالإنجليزية: Seagraves, Texas)‏ هي مدينة تقع بولاية تكساس في شمال شرق الولايات المتحدة. تبلغ مساحة هذه المدينة 3.8 (كم²)، وترتفع عن سطح البحر 1022 م، بلغ عدد سكانها 2334 نسمة في عام 2000 حسب إحصاء مكتب تعداد الولايات المتحدة وتصل الكثافة السكانية فيها 621.6 نسمة/كم2.

## التركيبة السكانية
حدّد مكتب تعداد الولايات المتحدة بيانات التركيبة السكانية لسيغرافيس في تعداد الولايات المتحدة. في ما يلي، التركيبة السكانية حسب تعدادي 2000 و2010.

### تعداد عام 2000
بلغ عدد سكان سيغرافيس 2,334 نسمة بحسب تعداد عام 2000، وبلغ عدد الأسر 812 أسرة وعدد العائلات 616 عائلة مقيمة في المدينة. في حين سجلت الكثافة السكانية 620.7 نسمة لكل كيلومتر مربع (1,607.6/ميل2). وبلغ عدد الوحدات السكنية 977 وحدة بمتوسط كثافة قدره 259.8 لكل كيلومتر مربع (672.9/ميل2).
وتوزع التركيب العرقي للمدينة بنسبة 66.80% من البيض و6.08% من الأمريكيين الأفارقة و0.73% من الأمريكيين الأصليين و0.04% من الأمريكيين ذوي الأصول الآسيوية و23.31% من الأعراق الأخرى و3.04% من عرقين مختلطين أو أكثر و55.91% من الهسبانيون أو اللاتينيون من أي عرق.
بلغ عدد الأسر 812 أسرة كانت نسبة 44% منها لديها أطفال تحت سن الثامنة عشر تعيش معهم، وبلغت نسبة الأزواج القاطنين مع بعضهم البعض 60.7% من أصل المجموع الكلي للأسر، ونسبة 10.6% من الأسر كان لديها معيلات من الإناث دون وجود شريك،  بينما كانت نسبة 4.6% من الأسر لديها معيلون من الذكور دون وجود شريكة وكانت نسبة 24.1% من غير العائلات. تألفت نسبة 22.5% من أصل جميع الأسر من عدة أفراد يعيشون في نفس المنزل ونسبة 11.8% كانت تتألف من شخص يعيش بمفرده يبلغ من العمر 65 عاماً أو أكثر. وبلغ متوسط حجم الأسرة المعيشية 2.87، أما متوسط حجم العائلات فبلغ 3.40.
بلغ العمر الوسطي للسكان 32.4 عاماً. وكانت نسبة 32.8% من القاطنين تحت سن الثامنة عشر، وكانت نسبة 8.7% بين الثامنة عشر والرابعة والعشرين عاماً، ونسبة 25.4% كانت واقعةً في الفئة العمرية ما بين الخامسة والعشرين والرابعة والأربعين عاماً، ونسبة 20.2% كانت ما بين الخامسة والأربعين والرابعة والستين، ونسبة 12.9% كانت ضمن فئة الخامسة والستين عاماً فما فوق. يوجد لكل 100 أنثى 95.3 ذكر، ويوجد لكل 100 أنثى في الثامنة عشر من عمرها فما فوق 93.0 ذكر.
بلغ متوسط دخل الأسرة في المدينة 26,929 دولارًا، أما متوسط دخل العائلة فبلغ 30,707 دولارًا. وكان متوسط دخل الذكور 27,944 دولارًا مقابل 16,181 دولارًا للإناث. وسجل دخل الفرد الخاص بالمدينة 12,253 دولارًا. وكانت نسبة 22.3% من العائلات ونسبة 25.6% من السكان تحت خط الفقر، وكان من هؤلاء نسبة 32% تحت سن الثامنة عشر ونسبة 22% في الخامسة والستين من العمر وما فوق.

### تعداد عام 2010
بلغ عدد سكان سيغرافيس 2,417 نسمة بحسب تعداد عام 2010، وبلغ عدد الأسر 838 أسرة وعدد العائلات 610 عائلة مقيمة في المدينة. في حين سجلت الكثافة السكانية 642.8 نسمة لكل كيلومتر مربع (1,664.8/ميل2). وبلغ عدد الوحدات السكنية 950 وحدة بمتوسط كثافة قدره 252.7 لكل كيلومتر مربع (654.5/ميل2).
وتوزع التركيب العرقي للمدينة بنسبة 73.36% من البيض و5.71% من الأمريكيين الأفارقة و0.74% من الأمريكيين الأصليين و17.46% من الأعراق الأخرى و2.73% من عرقين مختلطين أو أكثر و65.58% من الهسبانيون أو اللاتينيون من أي عرق.
بلغ عدد الأسر 838 أسرة كانت نسبة 42.7% منها لديها أطفال تحت سن الثامنة عشر تعيش معهم، وبلغت نسبة الأزواج القاطنين مع بعضهم البعض 52.3% من أصل المجموع الكلي للأسر، ونسبة 13.8% من الأسر كان لديها معيلات من الإناث دون وجود شريك،  بينما كانت نسبة 6.7% من الأسر لديها معيلون من الذكور دون وجود شريكة وكانت نسبة 27.2% من غير العائلات. تألفت نسبة 23.9% من أصل جميع الأسر من عدة أفراد يعيشون في نفس المنزل ونسبة 12.9% كانت تتألف من شخص يعيش بمفرده يبلغ من العمر 65 عاماً أو أكثر. وبلغ متوسط حجم الأسرة المعيشية 2.88، أما متوسط حجم العائلات فبلغ 3.44.
بلغ العمر الوسطي للسكان 32.1 عاماً. وكانت نسبة 31.1% من القاطنين تحت سن الثامنة عشر، وكانت نسبة 10% بين الثامنة عشر والرابعة والعشرين عاماً، ونسبة 24% كانت واقعةً في الفئة العمرية ما بين الخامسة والعشرين والرابعة والأربعين عاماً، ونسبة 21.9% كانت ما بين الخامسة والأربعين والرابعة والستين، ونسبة 12.9% كانت ضمن فئة الخامسة والستين عاماً فما فوق. وتوزع التركيب الجنسي للسكان بنسبة 49.2% ذكور و50.8% إناث.

## وصلات خارجية
- The US50 - Cities and Towns in Texas State